# Општина Арборе (Сучава)
Арборе (рум. Arbore) општина је у Румунији у округу Сучава.
Oпштина се налази на надморској висини од 389 m.